# Rhizocarpon atroflavescens
Rhizocarpon atroflavescens är en lavart som beskrevs av Lynge. Rhizocarpon atroflavescens ingår i släktet Rhizocarpon och familjen Rhizocarpaceae.  Arten är reproducerande i Sverige. Inga underarter finns listade i Catalogue of Life.